# Первая Итальянская кампания
Пе́рвая Италья́нская кампа́ния (фр. La première campagne d’Italie) — поход французских революционных войск в итальянские земли во главе с Наполеоном Бонапартом. Именно тогда впервые во всём блеске проявился его полководческий гений. Представляет важнейший эпизод войны 1796—1797 годов, которая, в свою очередь, является заключительным актом 5-летней борьбы Франции с коалицией европейских держав. В военном отношении она является образцом стратегического искусства.

## Военно-стратегическая ситуация
Директория считала Итальянский фронт второстепенным, основные действия предполагалось проводить в Германии. Однако Бонапарт своими успехами в Италии сделал свой фронт главным в кампании 1796—1797 годов. Прибыв к месту назначения в Ниццу, Наполеон нашёл южную армию в плачевном состоянии: те средства, что отпускались на содержание солдат, разворовывались. Голодные, разутые солдаты представляли собой скопище оборванцев. Наполеон действовал жёстко: приходилось прибегать к любым средствам вплоть до расстрелов, чтобы прекратить воровство и восстановить дисциплину. Экипировка ещё не была закончена, когда он, не желая упускать время, обратился к солдатам с воззванием, указав в нём, что армия войдёт в плодородную Италию, где не будет недостатка в материальных благах для них, и выступил в поход.

## Театр боевых действий

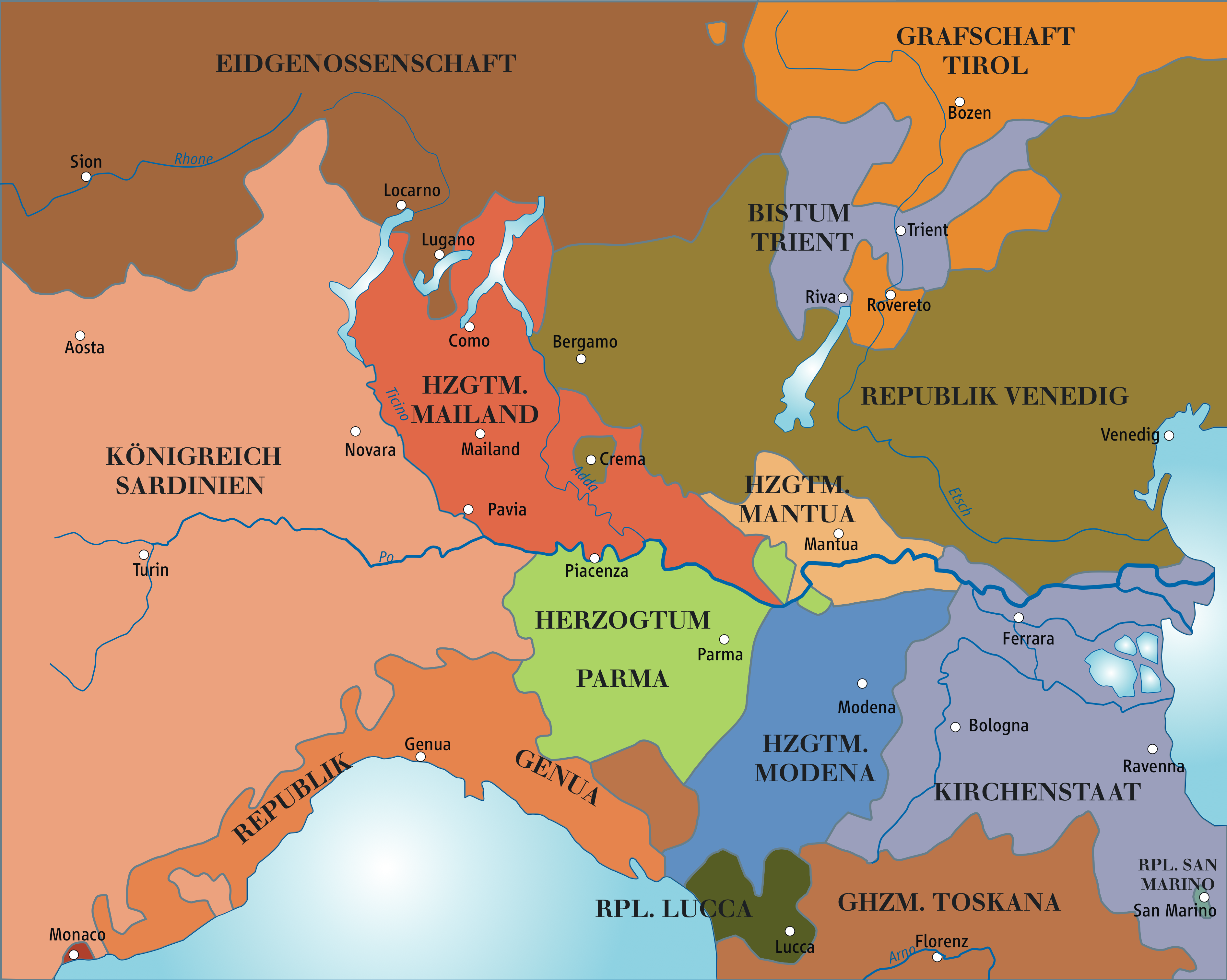
Северная Италия в 1796 году.

Итальянский театр представлял низменную долину реки По, окаймлённую с северо-запада и юго-запада Альпами, а на юге — Лигурийскими Апеннинами. Река По, протекающая с запада на восток, представляет серьёзную преграду, с рядом крепостей по обоим её берегам. Долина По делится на 2 части: северную равнинную, сравнительно населённую и богатую; она пересечена в меридиональном направлении левыми притоками По, представляющими естественные оборонительные линии; и южную — меньшую по площади, заполненную горными отрогами, доходящими иногда (Страделла) до реки По; эта часть менее богата и слабее населена. Лигурийские Апеннины круто спускаются к морю, образуя приморскую полосу Ривьеру; к северу склоны их положе, чем к югу. Из Ривьеры в долину По вели важнейшие дороги: из Ниццы в Кунео, из Савоны в Кераско и Алессандрию и из Генуи в Алессандрию (шоссе). Береговая дорога (Корниш), служащая сообщением с Францией, была размыта и не обеспечена с моря.

## Силы и планы сторон
На Итальянском ТВД находилось 2 французские армии: альпийская Келлермана (20 тысяч человек), на которую было возложено обеспечение горных проходов со стороны Пьемонта, и Итальянская армия генерала Бонапарта. Против Келлермана находился герцог Аостский с 20 тысячами человек; против Бонапарта австро-сардинская армия Больё. К началу кампании положение армии Бонапарта было следующее. Дивизия Лагарпа занимала Савону, имея бригаду Червони у Вольтри; дивизия Массены — в Финале; дивизия Ожеро — у Лоано; дивизия Серюрье — в Гарессио; конница Кильмена — на правом берегу реки Вара. Всего около 32 тысяч человек. Кроме того, французские войска занимали проходы Тенде и Коль-де-Сериз и частью были расположены на берегу моря. Но эти части в состав армии не входили. Таким образом, 32 тысячи были расположены на протяжении около 45 километров.
Положение войск Больё: союзная сардинская армия генерала Колли (15 тысяч человек) и отряд австрийцев генерала Проверы (5 тысяч человек) занимали фронты: Мондови, Чеву, Монтеноте (40 километров); остальные войска в 2 группах: правое крыло Аржанто (14 тысяч человек): Овада — Акви — Алессандрия — Тортона (50 километров), левое Себотендорфа (16 тысяч человек) — в треугольнике Лоди — Павия — Пьяченца (по фронту около 45 километров).
Больё предполагал вторгнуться в Ривьеру и отбросить французов за реку Вар. С этой целью Колли и Аржанто должны были двинуться в южном направлении к Апеннинам, а Больё с левым крылом — через Бокетский проход и окрестности Генуи — в Ривьеру. План был сложен, армия дробилась, удар ослаблялся. Со своей стороны, Бонапарт решил прорвать растянутое расположение союзников и затем обратиться на Колли или на Больё. Таким образом, обе армии решили наступать.
Больё предполагал начать кампанию 10 апреля, для того, чтобы дать время подтянуться Себотендорфу к Нови, но, получив сведение о движении французов к Вольтри, решил, не ожидая сосредоточения сил, 10 батальонов и 2 эскадрона двинуть к Бокето на Геную, куда отряд прибыл в начале апреля. Колли же оставался в Чеве с авангардом у Миллезимо, Аржанто занимал пространство от Картемилии до Овадо (40 километров), Себотендорф — на походе из Тортоны в Геную.
В это время французская армия сосредоточивалась: 3 дивизии к Савоне, 4-я — к Лоано. Бонапарт, во исполнение своего плана, оставил Серюрье перед Колли, полубригаду против Больё, а с остальными войсками двинулся через Апеннины против Аржанто. Перейдя Альпы по так называемому «карнизу» приморской горной гряды под пушками английских судов, Бонапарт 9 апреля 1796 года вывел свою армию в Италию.

## Наступление французов

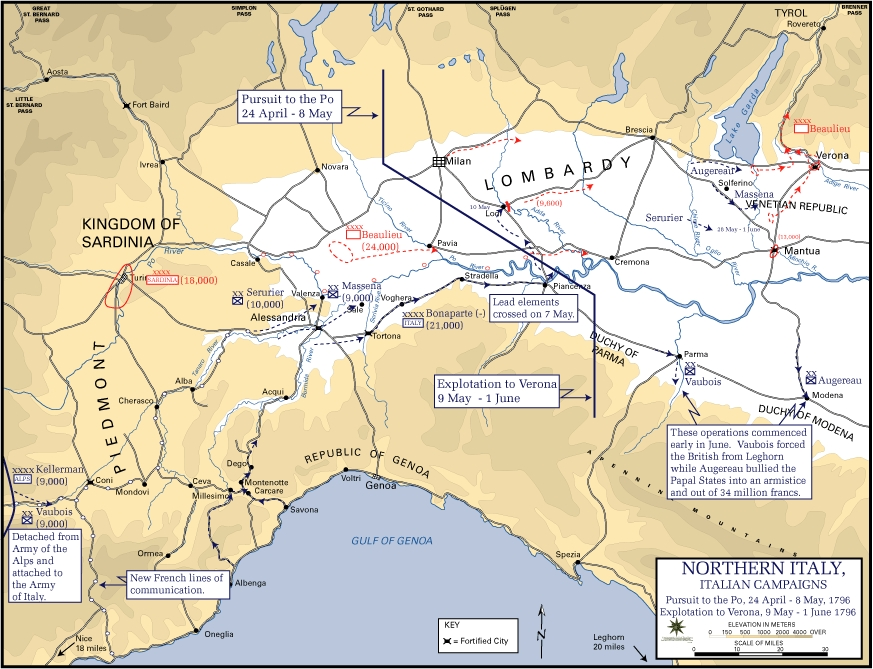
Карта Итальянской кампании 1796

Между тем, 10 апреля австрийцы перешли в наступление: Больё атаковал Червони у Бокето, оттеснил его, но не преследовал; в это время Аржанто двигался несколькими колоннами по направлению к Савоне; сначала он имел успех, но, наткнувшись на редут у М.-Леджино и не получая сведений о Больё, решил расположиться у Монтеноте. Здесь у Аржанто было около 7 тысяч человек, Бонапарт же сосредоточил 24 тысячи человек; 11 и 12 апреля произошло сражение при Монтенотте, после которых австрийцы отступили в беспорядке. Больё, боясь за сообщения, вместо энергичного наступления на Савону, чем облегчил бы положение Аржанто, решил сосредоточиться у Акви, с целью преградить здесь путь неприятелю. Помимо этого, он назначил для сосредоточения войск Аржанто — Дего, пункт, значительно ближе находившийся к неприятельскому расположению, чем к своему, а Колли совсем остался без указаний.
Разбив Аржанто, Бонапарт оставил против него дивизию Лагарпа, а сам обратился против Проверы и 13 апреля легко сбил австрийцев с высот Миллезимо. Сам Провера с 500 человек заперся в замке Коссария, где и капитулировал. Тогда Бонапарт, убедившись в ничтожности сил Проверы, снова обратился против Аржанто на Дего и 14 апреля овладел этим пунктом. При таких обстоятельствах Больё отказался от наступления, оказавшись в крайне тяжёлом положении: войска Аржанто и Проверы уничтожены, и неприятель овладел пунктами в центре его расположения.
Теперь Бонапарту оставалось обратиться против Колли. Дивизии Лагарпа было приказано наблюдать за Больё, а дивизии Серюрье и Ожеро и конница были направлены на Чеву (Серюрье — долиной Танаро, а Ожеро и конница — через Миллезимо), дивизия Массены, для атаки левого фланга Колли — в Монбаркаро. Колли занимал сильную позицию Чева — Пегадиора. 17 апреля французы заставили Колли оставить позицию, 18 апреля отбросили его с позиции Сен-Михель, а 22 апреля разбили при Мондови.
Все успехи французов оставались крайне неустойчивыми, ибо численное преимущество оставалось у противника, а угрожать столице Пьемонта Турину, не имея осадной артиллерии, они не могли. Но тут в борьбу вступила еще одна сила, которой французские революционные войска были обязаны не одной своей победой. Не успели они занять первый же пьемонтский город Альбу, как местные демократы организовали Комитет обновления и выпустили воззвания, угрожающие дворянам и священникам и ободряющие народ.
Перепуганное Туринское правительство уполномочило Колли заключить перемирие и отказаться от дальнейших действий и обязалось продовольствовать французскую армию за время её пребывания в Пьемонте. Были подписаны выгодные Франции перемирие (28 апреля) и мир (15 мая) с Сардинским королевством, а австрийцы остались в северной Италии без союзника.

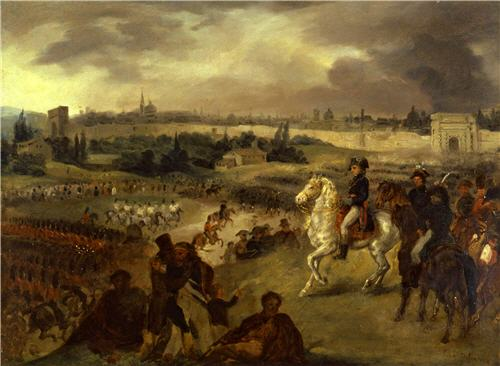
Въезд Бонапарта в Милан

Лишившись союзника, Больё не мог уже бороться с Бонапартом, у которого было ещё около 30 тысяч человек, а потому решил ограничиться обороной Ломбардии и выжидать прибытия подкреплений. Уничтожив мосты на По, он расположил армию кордоном от Лумелло до Сомма, на протяжении 30 вёрст, и резерв за правым флангом, у Валеджио, прикрыв армию аванпостами от Верчелли по течению реки Сезии и реки По до Павии, на протяжении 80 километров. Таким образом, Больё отказался не только от активной обороны, но и от разведки. На решение уничтожить мосты и держать резервы за правым флангом, очевидно, повлияло то обстоятельство, что Бонапарт выговорил себе у сардинцев свободу перехода у Валенцы. Крупным недостатком расположения Больё было оставление без защиты дефиле у Страделлы, где шла единственная дорога к переправам у Пьяченцы и Кремоны. Бонапарт выбрал для переправы окрестности Пьяченцы, так как это выводило его в обход левого фланга Больё и на его сообщения, открывая Милан и магазины, и угрожало Парме и Модене, заставляя их стать на сторону директории. Безопасность этой операции обеспечивалась расположением Больё.
Распоряжения Бонапарта: дивизия Лагарпа направлялась через Тортону к Вогере, Массена — в Алессандрию, Серюрье должен был расположиться против Валенции; Ожеро направлен в Тортону. 3 мая дивизии должны были достигнуть назначенных пунктов. По прибытии их на места Бонапарт приказал Массене и Серюрье, оставаясь на месте, демонстрировать против Валенции, Далеману с вновь образованным из всех гренадерских рот и конницы авангардом выступить 5 мая из Вогеры и идти на Кастеджио к Пьяченце; за ним должны были следовать Лагарп и Ожеро. Обращает на себя внимание образцовая организация этого марша: благодаря эшелонированию войск, легко было сосредоточить их в случае переправы Больё; избегалось скопление на переправе и противник вводился в заблуждение.
Больё уже 4 мая, не видя перед собою наводки мостов, стал опасаться за свой левый фланг и отрядил к Фомбьо Липтая с 7 батальонами и 6 эскадронами; 6 мая он окончательно убедился, что перед ним лишь демонстрация, но всё же не решился сосредоточить к левому флангу большую часть сил и поддержать Липтая, а послал лишь 3 батальона и 2 эскадрона; кроме того, выделил 4 батальона и 2 эскадрона для прикрытия Милана, 6 батальонов и 6 эскадронов в Павию, с целью перевести магазины в Лоди; с остальными же 7 батальонами и 12 эскадронами передвинулся в Белгиозо.
8 мая Далеман атаковал Липтая на укреплённой позиции у Фомбьо и вынудил его к отступлению к Пичигетоне и Кремоне. К вечеру 8 мая дивизия Ожеро окончила переправу у Пьяченцы, сюда подходил Серюрье и на другой день должен был прибыть Массена. Таким образом, переправа была обеспечена. Больё, решивший отступить, побоялся переправиться через Адду у Пичигетоне и приказал войскам форсированным маршем следовать на Лоди, Крему и Кремону, оставив у Лоди Себотендорфа в виде арьергарда, с приказанием защищать переправу в течение 24 часов. 9 мая Бонапарт двинулся к Лоди и, отбросив австрийцев за Минчио, 15 мая вступил в Милан.
Здесь он занялся устройством тыла и реорганизацией армии. Было сформировано 4 дивизии и 5-я авангардная (Кильменя). 25 мая Бонапарт перешёл в наступление против Больё, который решил обороняться за рекой Минчио.
Положение сторон к 30 мая: Кильмень дошёл до Кастильоне, Ожеро занял Лонато, Массена — Монтекиаро, Серюрье — на его правом фланге — всего около 25 тысяч человек. Армия Больё занимала расположение от Пескьеры до Гоито. На правом фланге — Мелас, в центре — Себотендорф, на левом фланге — Колли, то есть около 25 тысяч войск были разбросаны на несколько десятков километров.
На реке Минчио было 3 переправы: у крепости Пескьеры, у Боргетто и у Гоито. Самая важная была у Пескьеры, так как движение через неё отрезало Больё от Тироля, но она обеспечивалась крепостью. У Гоито тоже было небезопасно, в виду близости крепости Мантуи; поэтому Бонапарт решил, выставив против Пескьеры и Гоито заслоны, переправиться у Боргетто. Больё не ожидал здесь переправы, поэтому французы встретили здесь лишь 3 батальона и 10 эскадронов, и переправа удалась. Больё отступил вверх по Адидже а затем в Тироль. Однако наступать далее ввиду слабой численности французских войск Бонапарт не мог; кроме того, нельзя было оставлять в тылу крепость Мантую и враждебно настроенное к французам население. Поэтому он ограничился наблюдением в сторону Больё, обложил Мантую и занялся устройством тыла.

## Первое наступление австрийцев для освобождения Мантуи

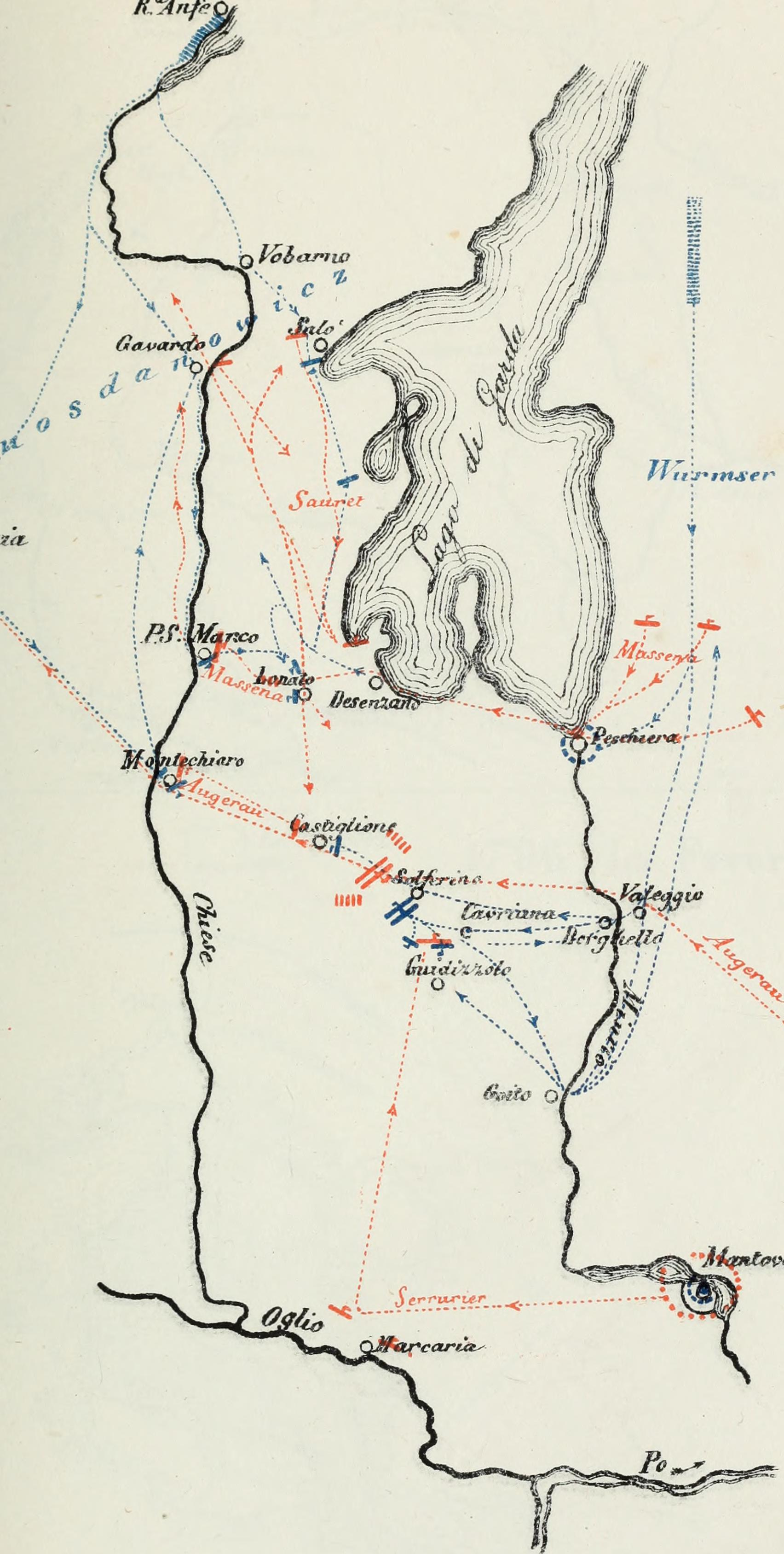
Первое наступление. Август 1796 г.

В виду событий на Итальянском театре, гофкригсрат решил усилить армию Больё. К 20 мая подошли 16 батальонов и 8 эскадронов, затем из состава Рейнской армии прибыл Вурмзер с 19 батальонами и 18 эскадронами, принявший в конце мая от Больё командование армией. К 20 июля у Вурмзера собралось 80 тысяч человек, не считая гарнизона Мантуи (13 тысяч человек). У Бонапарта в это время было около 56 тысяч человек, из которых 10 тысяч в тылу и 11 тысяч под Мантуей. Таким образом, для действий в поле у него оставалось 35 тысяч человек.
Вурмзер решил наступать с целью освобождения Мантуи и изгнания французов из Ломбардии. Из Тироля в Ломбардию вели 3 пути: по восточному берегу Гардского озера к Мантуе (шоссе), самый лучший и удобный; по западному берегу того же озера несколько дорог, но из них одна разработанная выводила к Креме, то есть на коммуникационные линии французов; и на Бассано — наименее важный. Пути были разделены непреодолимыми преградами.
Бонапарт, зная об усилении австрийцев и их намерениях, расположил войска следующим образом. Дивизия Соре должна была преградить наступление противника по пути к западу от Гардского озера и прикрыть сообщения с Миланом; дивизия Массены занимала Верону и Пескьеру и наблюдала пространство от Гардского озера до реки Адижа; Ожеро был на реке Адиж, между Вероной и Леньяго; дивизия Деспинуа и кавалерия Кильменя стояли у Ровербеллы, составляя резерв. Армия была растянута на 120 километров.
Вурмзер решил наступать следующим образом: к западу от Гардского озера должна была двинуться колонна Квоздановича (18 тысяч человек) на Сало и Брешию, с целью отрезать французскую армию от Милана; главные силы — колонны Меласа и Давыдовича (26 тысяч человек) — к востоку от Гардского озера, по обоим берегам реки Адижа, и должны были соединиться у Риволи; и ещё левее — Мессарош (5 тысяч человек) через Бассано к Виченце (кружной дорогой). Такой организацией наступления Вурмзер раздробил силы, которые могли соединиться лишь в сфере неприятельского расположения. При этом Бонапарту представлялся удобный случай действовать по внутренним операционным линиям, так как он имел значительное превосходство сил по сравнению с каждой из отдельных колонн неприятеля.
29 июля австрийцы перешли в наступление. Квозданович овладел Сало (цитадель осталась в руках французов), захватил Брешию и переправы на реке Кьезе. Таким образом, он стал на сообщениях Бонапарта. Но при этом сам разбросал свои силы более, чем на 25 километров. В это же время Мелас овладел (29 июля) Риволи. Узнав о неудачах Соре и Массены, Бонапарт свой резерв и дивизию Ожеро частью направил для усиления Соре, а частью расположил у Ровербеллы, на позиции, для преграждения пути Меласу к Мантуе. Общее же его положение в это время было тяжёлое. Был собран военный совет, на котором большинство высказалось за отступление за реку Олио, но Ожеро советовал перейти в наступление. Бонапарт решил наступать.
Для обеспечения сообщений он сосредоточил большую часть сил на правом берегу Минчио, чтобы затем, задерживая Вурмзера, обрушиться на Квоздановича. Если бы оказалось невозможным удержать Вурмзера, предполагалось отступить к Кремоне. Вместе с тем, для увеличения сил, Бонапарт решил снять осаду Мантуи и бросить свой осадный парк — мера смелая и решительная, обнаружившая в молодом полководце способность выбирать для действий важнейшую цель и для её достижения жертвовать второстепенным. Дивизия Серюрье, осаждавшая Мантую, частью была направлена для обеспечения сообщений, а частью для усиления Массены и Ожеро. Соре должен был овладеть Сало и Деспинуа, а Ожеро — переправами на Кьезе и наступать к Брешии. Массена служил резервом у Лонато. Французы перешли в наступление, овладели Сало, Брешией и переправами на Кьезе; наступление Квоздановича приостановилось. Опасаясь за сообщения, он сосредоточил силы у Говардо. Таким образом, сообщения Бонапарта были обеспечены.
Между тем, Вурмзер наступал главными силами крайне медленно, пройдя расстояние от Риволи до Гоито (40 километров) за 5 дней. Бонапарт, не предполагая такой нерешительности Вурмзера, опасался за своё положение, так как небольшой отряд Вурмзера уже перешёл Минчио, а Квозданович подходил к Кьезе. Решив разбить неприятельские колонны каждую в отдельности, Бонапарт выставил заслоном против Вурмзера дивизии Ожеро и Кильменя в Монтекиаро, а Соре, Деспинуа и Массену направил против Квоздановича. 3 августа французы атаковали отдельные колонны Квоздановича при Сало, Говардо, Лонато и Дезенцано и нанесли им ряд поражений; 4 августа расстроенные войска Квоздановича были отброшены к северу от Гардского озера. Это создало для Вурмзера весьма тяжёлое положение. Переправившись у Гоито 3 августа, Вурмзер оставался на месте 4 августа, рассчитывая 5 августа, продвинув часть сил к Лонато, соединиться с Квоздановичем. Но в это время Квозданович был уже в полном отступлении.
Между тем, Бонапарт, оставив наблюдать за Квоздановичем отряд Гюо, сосредоточил остальные силы против Вурмзера и нанёс ему поражение при Кастильоне 5 августа 1796 года. Вурмзер отступил за Минчио, но французы, овладев Пескьерой, заставили его отойти в Тироль. В течение этой операции австрийцы потеряли около 13 тысяч человек и 71 орудие. Действия их отличаются крайней медлительностью, нерешительностью и пассивностью. Большой их ошибкой явилось назначение пунктов соединения колонн в сфере неприятельского расположения. В действиях Бонапарта мы видим: правильную постановку стратегических целей, непреклонную решимость в достижении их и искусное сосредоточение и группировку сил соответственно обстановке. Отбросив неприятеля, французы вновь обложили Мантую и заняли в общих чертах своё прежнее расположение.

## Второе наступление австрийцев
Директория, желая покончить войну, настаивала, чтобы Бонапарт развил свой успех наступлением в Тироль, где он должен был соединиться с Журданом, в то время удачно действовавшим на Рейне. С другой стороны, и австрийцы, опасаясь вторжения Бонапарта, также желая освободить Мантую, решили предпринять новое наступление. План их заключался в том, чтобы, не повторяя прежних ошибок, не разбрасывать сил, но с другой стороны, дабы своим сосредоточенным движением через Триент, не обнажать сообщений на других направлениях — наступать в 2 колоннах: долиной реки Бренты (до Бассано) должен был идти Вурмзер с 21 тысячей человек; в это время Давыдович с 19 тысячами должен был оборонять доступы в Тироль. Когда же Вурмзер переправится через реку Адиж, Давыдович, оставив отряд для прикрытия Тироля, должен был двинуться на соединение с ним.
К этому времени во французской армии насчитывалось до 70 тысяч человек, но из них, в виду враждебно настроенного населения в тылу, было выделено 20 тысяч человек для охраны и 10 тысяч составляли блокадный корпус. Таким образом, для действий в поле у Бонапарта оставались около 40 тысяч человек. Бонапарт решил наступать, избрав направление на Триент. Выступление было назначено 2 сентября. Дивизия Вобуа была направлена западнее Гардского озера, Массена — по реке Адижу, Ожеро — правее последнего — горами. Связь между колоннами Вобуа и Массены поддерживалась флотилией на Гардском озере. 4 сентября Массена и Вобуа овладели Ровередо и достигли Кальциано. 5 сентября ими был занят Триент.
Узнав о движении Бонапарта против Давыдовича, Вурмзер предполагал двинуться в тыл французам и сосредоточил войска у Бассано. Но в это время Бонапарт двигался уже против него со стороны Триента. Вурмзер при этом известии хотел отступить в Каринтию, но в этом случае он не успел бы притянуть к себе 10 тысяч Мессароша, который шёл впереди его к Вероне и был уже за Монтебелло; оставалось и Вурмзеру продолжать движение в том же направлении. В довершение всего, 8 сентября утром Бонапарт, отбросив отряды австрийцев, на плечах их ворвался в лагерь при Бассано, где произвёл переполох. Только ночью Вурмзер, собрав что было у Монтебелло, присоединился к Мессарошу. Отсюда он двинулся на Леньяго, овладел им и 11 сентября переправился через реку Адиж.
Между тем, Бонапарт уже разгадал намерение Вурмзера войти в Мантую, а потому приказал блокирующему отряду уничтожить мосты, дивизию Массены двинул на Арколе, где он переправился в ночь с 10 на 11 сентября, а Ожеро — на Леньяго. Но Массена не успел предупредить Вурмзера, не задержали его и войска Серюрье, осаждавшие Мантую. Вурмзеру удалось соединиться с гарнизоном крепости; но войска в крепость он не ввёл вследствие разразившихся в ней болезней, а расположил на позиции вне её.
13 сентября Массена безуспешно атаковал лагерь Вурмзера; 15 сентября Бонапарт, сосредоточив войска, атаковал имперцев и вынудил их укрыться в крепости. За 14 дней операции у австрийцев выбыло из строя 27 тысяч человек, и они потеряли 75 орудий и 22 знамени. Французы потеряли 7,5 тысяч. Таким образом, вместо того, чтобы выручить крепость, Вурмзер бесполезным усилением её гарнизона ускорил её падение: через 16 дней гарнизон начал питаться кониной и в нём развились сильные болезни.

## Третье наступление австрийцев
В это время на германском театре дела для французов складывались неудачно; в политике Итальянских государств произошёл переворот, также неблагоприятный Франции. В таком положении последняя готова была прекратить войну, но Австрия, подстрекаемая Англией, отвергла все мирные предложения и в течение 1 месяца вновь создала армию для вторжения в Северную Италию; численность этих войск в октябре 1796 года доходила до 50 тысяч человек, но они были неудовлетворительно организованы и плохо снабжены. Командование над ними принял генерал-фельдмаршал Альвинци; начальником штаба был полковник Вейротер. Армия Альвинци была разделена на 2 группы: Тирольскую (20 тысяч человек), под командованием Давыдовича, и Фриульскую (30 тысяч человек) — Квоздановича; последняя действовала под непосредственным руководством Альвинци. Главные силы должны были начать наступление в конце октября, от Фриуля через Бассано к Вероне (2 колоннами); колонна Давыдовича — от Триента по Адижу на соединение с предыдущими у Вероны. Действия должны были начаться атаками Бассано и Триента 3 ноября.
У Бонапарта в это время было около 41 тысячи человек, но для действий в поле едва насчитывалось 32 тысячи; блокадный корпус Кильменя состоял из 9 тысяч. Дивизия Вобуа находилась в Триенте и на реке Лависе, Массена и Маккар — на Бренте, Ожеро — в Вероне и на нижнем Адиже; кавалерия Дуга — между Адижем и Минчио. После тщетной попытки заставить Вурмзера капитулировать, Бонапарт решает, несмотря на 23-тысячный неприятельский гарнизон в тылу, наступать и предупредить соединение колонн противника. Для этого он приказывает Вобуа с 10 тысячами задерживать Давыдовича, а сам с 23 тысячами бросается на Альвинци, к Бассано; Кильмень в это время остаётся под Мантуей.
2 ноября Вобуа перешёл в наступление; в это время Давыдович двигался от Неймарка к реке Лависе. Сначала Вобуа имел небольшой успех, но затем, после сосредоточения войск Давидовичем, ему пришлось отступить на Триент, а с 4-го по 5-е ноября и на Калиано. Здесь два дня он отбивался от Давыдовича, но, наконец, после непрерывных и утомительных боев, вынужден был отступить к Риволи, потеряв половину отряда. 8 ноября Давыдович был у Ровередо, 9 ноября — у Ала, где получил известие об усилении Вобуа дивизией Массены, между тем как к Вобуа прибыл лишь сам Массена, посланный сюда Бонапартом узнать о положении дел. Давыдович теряет несколько дней, боясь атаковать Вобуа на Риволийской позиции.
В это время в главных силах австрийцев положение было следующее: 4 ноября главные силы подошли к Бренте, Квозданович — к Бассано и Провера к Фонте-Нови. Здесь Альвинци решил ждать Давыдовича. Массена, в виду громадного превосходства австрийцев, отступил к Виченце; тогда 5 ноября Бонапарт идёт во главе дивизии Ожеро на помощь к нему и атакует 6 ноября Альвинци при Бассано. Результат боя оказался нерешительный. На другой день Бонапарт повторил атаку, но, узнав об очищении Вобуа Триента, признал своё положение опасным и отошёл с главными силами к Вероне, став на правом берегу Адижа. Альвинци медленно следовал за ним, сделав в 5 дней лишь 60 километров, и только 11 ноября прибыл к Вилланову. Между тем, убедившись в бездействии Давыдовича и гарнизона Мантуи, Бонапарт, оставив против них лишь по 4 тысячи человек, с остальными силами (около 20 тысяч) решил перейти в наступление против Альвинци. 12 ноября он атаковал последнего на позиции у Кальдиеро.
Обстановка благоприятствовала французам, и они имели сначала успех, но затем, с прибытием к противнику подкреплений, французам пришлось отступить. Положение Бонапарта стало весьма затруднительным: перед ним стоял Альвинци с 25 тысячами, в 2 переходах — Давыдович с 16 тысячами и в тылу — 23-тысячный гарнизон Мантуи. Оставаться в этом положении было рискованно: Давыдович или Вурмзер, опрокинув заслоны, могли выйти в тыл французам; отступить за реку Минчио — значило добровольно отказаться от всех успехов, а между тем австрийцы без боя достигали цели — освобождения Мантуи; Альвинци, присоединив к себе Давыдовича и Вурмзера, имел бы уже до 60 тысяч и тогда мог бы вынудить французов совсем очистить долину реки По.

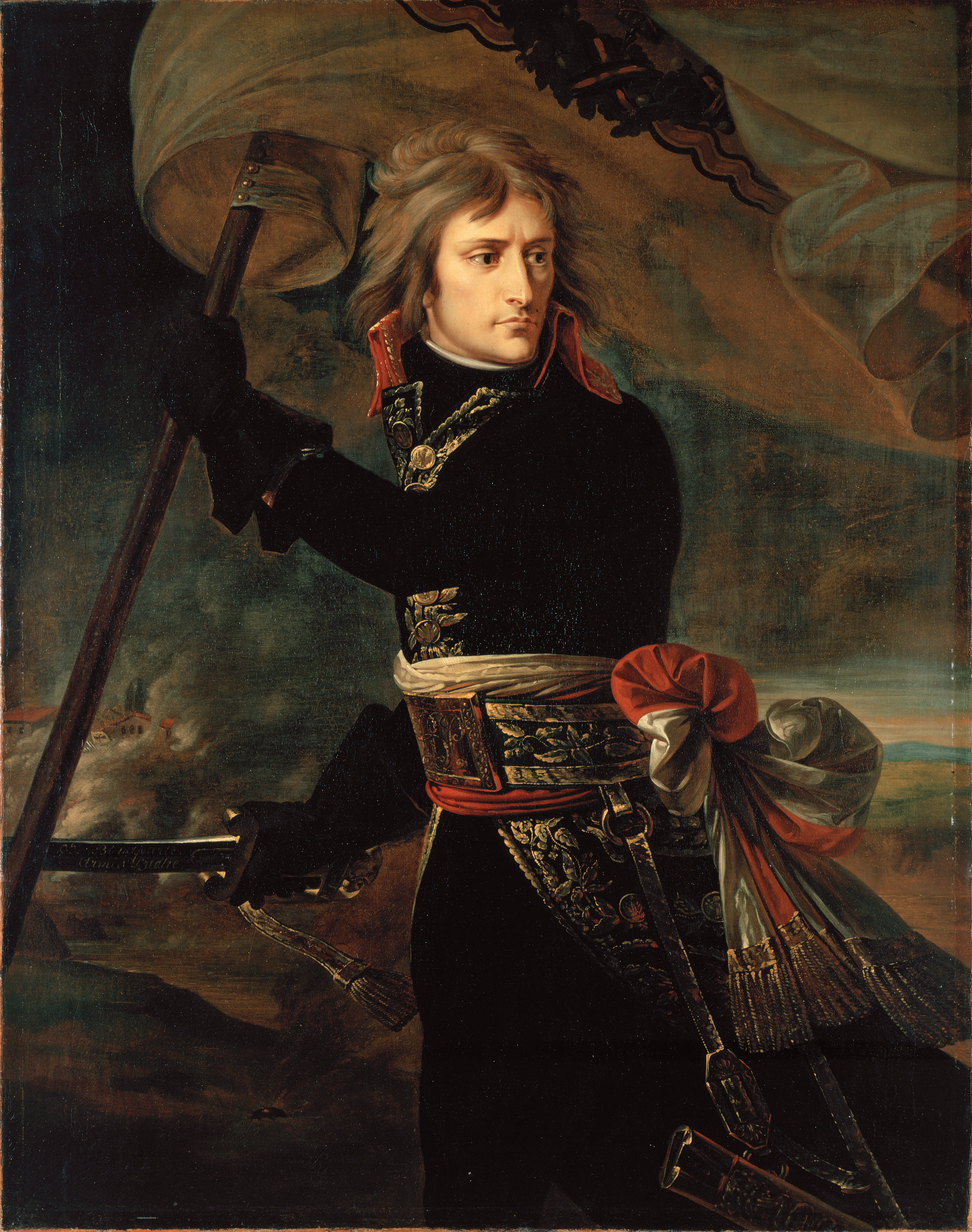
Гро, Антуан. Наполеон Бонапарт на Аркольском мосту

В виду этого Бонапарт составляет смелый план, рассчитанный на нерешительный характер противника. Видя бездеятельность Давыдовича, он оттягивает половину блокадного корпуса Кильменя к Вероне, а сам с дивизиями Ожеро и Массены решает переправиться через Адиж и выйти на сообщения Альвинци. 15, 16 и 17 ноября Бонапарт ведёт упорное сражение в окрестностях Арколе, закончившееся полным отступлением австрийцев к Вилланова. Давыдович только 17 ноября атаковал Вобуа, которого отбросил на Буссоленго. Но этот успех оказался уже запоздалым: в это время Бонапарт уже мог поддержать Вобуа, приказав Ожеро наступать левым берегом Адижа, а Массене правым — к Виллафранке, куда отошёл и Вобуа.
Между тем, Давыдович не преследовал Вобуа: 18 ноября он простоял на Риволийской позиции, а 19 ноября, узнав о поражении Альвинци, ушёл вверх по Адижу. Со своей стороны, Альвинци, узнав о победе Давыдовича, решил вновь занять Кальдиеро, а Давыдовичу приказал вновь занять Риволи. Но к Риволи уже подходил Бонапарт; 21 ноября Давыдович был атакован Массеной, а Ожеро появился у него в тылу. При таких обстоятельствах он с трудом отступил на Ровередо. Это вынудило и Альвинци отказаться от дальнейших попыток к наступлению и отойти к северу.

## Четвёртое наступление австрийцев
После этих событий Франция, утомлённая беспрерывными войнами, предложила Австрии мир, но последняя не считала своё положение безвыходным: у Альвинци было ещё 40 тысяч человек; в силу договора Неаполитанский король обязывался выставить ещё 15 тысяч человек, Вурмзер ещё держался в Мантуе, хотя положение крепости было ужасно: больных было до 10 тысяч человек, ежедневно умирало по 100 человек. В виду этого гофкригсрат в январе 1797 года приказал Альвинци во что бы то ни стало начать наступление для освобождения Мантуи. Прибывшие подкрепления усилили его армию до 45 тысяч, из которых 28 тысяч должны были спуститься по долине Адижа, в то время как Баялич с 6 тысячами должен был произвести демонстрацию к Вероне, а Провера с 9 тысячами с той же целью наступать к Леньяго, а при удаче — и для подачи помощи Вурмзеру.
Между тем, Бонапарт тоже получил около 12 тысяч человек подкреплений и имел для действий в поле около 37 тысяч человек: Жубер (10 тысяч) стоял от Буссоленго до Риволи, Ожеро (11 тысяч) — от Леньяго до Вероны, Массена (9 тысяч) — от Вероны до Буссоленго, кавалерия Дуга — в Виллафранке, 2 тысячи Виктора — в Кастельнуово и Гоито. 10 тысяч человек Серюрье блокировали крепость.
7 января начал наступление Провера из Падуи, оттеснил посты Ожеро, но двигался столь медленно и нерешительно, что нетрудно было разгадать, что это лишь демонстрация. Также вяло наступал и Баялич: 12 января он подошёл к Сан-Михелю (близ Сан-Мартино), но был отброшен авангардом Массены к Виченце. 12 января Бонапарт получил сведение и о наступлении главных сил противника. Альвинци наступал шестью колоннами: пятью по правому берегу Адижа и одной по левому, для обеспечения фланга и связи с Баяличем. 12 января Бонапарт сосредоточил значительную часть сил к Риволи и в боях нанёс поражение австрийцам. Он уже готовился преследовать Альвинци, как получил сведение о движении Проверы, который направился к Мантуе на помощь Вурмзеру. Тогда, поручив преследование Жуберу, Бонапарт с дивизией Массены двинулся через Ровербеллу к Мантуе. Между тем, Провера утром 15 января был уже около Мантуи, но попытка его прорваться через циркум- и контрвалационные линии не увенчалась успехом, а на следующий день он был окружён подоспевшими колоннами Бонапарта и сложил оружие.
15 января Альвинци возобновил атаку на Риволи, но неудачно. Узнав о переправе Проверы, он хотел опять двинуться вперёд, но неудача Проверы заставила его, оставив 8 тысяч в Тироле, отступить для обороны Бренты и прикрытия Фриуля. Но и этого ему не удалось выполнить. 25 января движение Массены от Вероны через Виченцу и Ожеро от Леньяго на Падую вынудило его отступить за Пиаве. 29 января Жубер овладел позицией у Калиано и 30 января вступил в Триент. Между тем, 2 февраля Вурмзер сдал Мантую.
После взятия Мантуи Наполеон направил свои войска в Папскую область. В первом же сражении французы разгромили войска Папы. Наполеон занимал город за городом. В Риме началась паника. Папа Пий VI капитулировал и подписал 19 февраля 1797 года мир в Толентино на условиях Бонапарта: Папская область отдавала большую и богатейшую часть владений и уплачивала выкуп в размере 30 млн золотых франков. Но войти в сам Рим Наполеон не решился, опасаясь тем самым всколыхнуть в своём тылу католическое население Италии.

## Вторжение Бонапарта в Каринтию
Падение Мантуи развязало руки французам, которые поджидали подкреплений, чтобы перейти в наступление. Австрийская армия тоже получила подкрепление, и командование над ней принял эрцгерцог Карл, на которого была возложена задача не допустить вторжения Бонапарта в пределы Австрии.
Между тем, последний решил в марте перейти в наступление. Из Ломбардии вели в Австрию 2 пути: через Триент в долину Дуная и из Бассано через Фриуль в долину Дравы. Бонапарт, силы которого доходили теперь до 76 тысяч человек, разделил их на 2 группы: большая (43 тысячи), состоявшая из дивизий Массены, Бернадота, Гюо и Серюрье и кавалерии Дуга, под его личным командованием, и 18 тысяч — под командованием Жубера; остальные войска оставались в тылу.
Австрийцы расположились: Квозданович с 16 тысячами защищал Тирольскую дорогу, а 20 тысяч эрцгерцога Карла — дорогу на Фриуль, на линии Тальяменто, с передовыми постами на Пиаве. По плану Бонапарта, Жубер должен был оттеснить Квоздановича, затем двинуться к реке Драве и к Виллаху, где соединиться с Бонапартом. Сам Бонапарт должен был наступать против эрцгерцога Карла, тесня его 3 дивизиями, а Массена должен был обойти его правый фланг по Фриульской дороге на Тарвис, где и соединиться с Бонапартом.
10 марта французская армия начала наступление: главные силы — через Пиаве, Конглиано, Сачиле, Парденоне, Вальвазоне; 16 марта они перешли Тальяменто, а Массена занял Тарвис. Главные силы австрийцев после неудачных боев у Тарвиса и Градиска отступили за Изонцо, затем на Клагенфурт, где ожидали подкреплений.
Наступление Бонапарта в 1797 году в пределы Австрии, хотя и победоносное, сильно ослабило его армию. Австрийский главнокомандующий, отступая к источникам военных средств империи, находился в более выгодных условиях. Бонапарт, углубившись в неприятельскую страну и пройдя от Мантуи до Вилаха более 300 километров, в надежде на содействие корпуса Жубера и Рейнской армии Моро, не имел, однако, о них никаких сведений. Войска его, ослабленные отделением гарнизонов в тылу армии и форсированными маршами, составляли лишь 30 тысяч человек, в случае же присоединения Жубера могли возрасти до 45 тысяч; но зато отзыв Жубера из Тироля подвергал сообщения всей Итальянской армии явной опасности. Кругом создавалось положение, не благоприятное французам. Венгры готовились организовать поголовное вооружение; жители Иллирии восстали против французов. Венецианский сенат, пользуясь удалением Бонапарта, старался подавить демократическую партию и возбуждал народ к поголовному восстанию. Одно какое-либо неудачное действие французского полководца могло удвоить силы его врагов и уничтожить результаты славного похода. В таких обстоятельствах необходимо было на что-нибудь решиться: либо отступать как можно скорее за Альпы, либо продолжать наступление. Надеясь на содействие Рейнской и Рейнско-Мозельской армий Моро и Гоша, которое ему было обещано Директорией, Бонапарт решил наступать.
Удачные действия Массены 29 марта 1797 года у Клагенфурта заставили эрцгерцога Карла отступить далее, приближаясь к своей базе. В таком положении были дела, когда 31 марта Бонапарт получил от Директории известие о том, что французские войска, действующие на Рейне, до сих пор ещё находятся на левом берегу реки и что на помощь он рассчитывать не может. Предоставленный собственным силам, Бонапарт не мог уже помышлять о завоевании Вены и решил ограничить цель действий заключением мира, которого желала вся Франция. В тот же день вечером он предложил Карлу заключить перемирие. «Ежели мне удастся, — писал Бонапарт, — сохранить этим перемирием жизнь хотя одного человека, то я буду гордиться этой заслугой более, чем всей горестной славою, приобретённою мною на военном поприще». Эрцгерцог, изъявляя те же чувства, отказался, однако, от прекращения действий на том основании, что открытие мирных переговоров не было поручено ему. В таких обстоятельствах, чтобы не дать австрийцам усилиться и бездействием не поднять их дух, Бонапарту оставалось одно: наступать.
1 апреля французы вынудили арьергард австрийцев к дальнейшему отступлению. 7 апреля французские войска вступили в Леобен и в этот же день прибыли туда, в качестве парламентёров, посланные Карлом к Бонапарту начальник штаба австрийской армии генерал-лейтенант Бельгард и несколько других генералов.
Жубер наступал на Ботцен и Бриксен; 5 апреля он двинулся в долину Дравы и 8 апреля соединился с Бонапартом у Виллаха.
Столь решительные и успешные действия французов, угрожавшие вторжением во внутренние области империи, побудили австрийцев начать с Францией мирные переговоры. Следствием переговоров было заключение 7 апреля перемирия на 5 дней и о занятии войсками Бонапарта всей страны до горного хребта Земмеринг. 9 апреля главная квартира Бонапарта была переведена в Леобен. 18 апреля там были подписаны прелиминарные условия мирного договора между Австрией и Французской республикой — Бонапарт самостоятельно, не дожидаясь посланника Директории Кларка, заключил в Леобене договор с австрийцами. В конце апреля военные действия прекратились.
По мирному договору в Кампо-Формио, Франция получила Бельгию, левый берег Рейна и Ионические острова; Австрия признала существование союзной с Францией Цизальпийской республики — таким образом она потеряла все свои земли в Северной Италии. В компенсацию Австрия получила часть Венецианской республики, уничтоженной французами: на рейде в Лидо был убит неизвестными французский капитан, что послужило формальным поводом для ввода в город в июне 1797 года дивизии под командованием генерала Барагэ д’Илье. Собственно Венеция, расположившаяся на лагунах, отошла австрийцам, владения на материке были присоединены к Цизальпинской республике. Также Австрия получила Истрию, Фриуль и Далмацию.

## Ход первой итальянской кампании 1796—1797 гг
I этап:
- Прибытие Наполеона в Ниццу (27 марта 1796 г.)
- Сражение у Монтенотте (12 апреля 1796 г.)
- Битва при Миллезимо (14 апреля 1796 г.)
- Сражение при Дего (15 апреля 1796 г.)
- Бой при Сан-Микеле (19 апреля 1796 г.)
- Сражение при Мондови (22 апреля 1796 г.)

II этап:
- Сражение под Лоди (10 мая 1796 г.)
- Осада Мантуи
- Сражение при Роверетто (4 сентября 1796 г.)
- Битва при Арколе (15-17 ноября 1796 г.)
- Битва при Риволи (14-15 января 1797 г.)